# Ministerie van Landbouw, Nijverheid en Handel
Het Ministerie van Landbouw, Nijverheid en Handel was tussen 1905 en 1923 een Nederlands ministerie.
In 1905 besloot het kabinet-De Meester tot instelling van dit ministerie voor handel, nijverheid en landbouw. Voorloper was het Ministerie van Waterstaat, Handel en Nijverheid dat echter ook het beleidsterrein waterstaat omvatte. Voor dit laatste werd het Ministerie van Waterstaat opgericht. Ook nadien werd er met beleidsterreinen geschoven tussen de ministeries. Zo viel tussen 1905 en 1918 het beleidsterrein arbeid onder het ministerie. In 1923 werd het beleidsterrein landbouw ondergebracht bij het Ministerie van Binnenlandse Zaken. Handel en nijverheid kwamen bij het Ministerie van Arbeid, Handel en Nijverheid.

## Ministers Landbouw, Nijverheid en Handel
- kabinet-Ruijs de Beerenbrouck II 1922-1923 Charles Joseph Marie Ruijs de Beerenbrouck (a.i.)
- kabinet-Ruijs de Beerenbrouck I 1918-1922	Hendrik Albert van IJsselsteyn / Charles Joseph Marie Ruijs de Beerenbrouck (a.i.)
- kabinet-Cort van der Linden 1913-1918	Marie Willem Frederik Treub / Folkert Evert Posthuma
- kabinet-Heemskerk	1908-1913 Aritius Sybrandus Talma
- kabinet-De Meester 1905-1908 Jacob Dirk Veegens

Algemene Zaken (AZ) · 
Asiel en Migratie (A&M) · 
Binnenlandse Zaken en Koninkrijksrelaties (BZK) · 
Buitenlandse Zaken (BZ) ·
Defensie (Def) · 
Economische Zaken (EZ) · 
Financiën (Fin) · 
Infrastructuur en Waterstaat (I&W) · 
Justitie en Veiligheid (J&V) · 
Klimaat en Groene Groei (KGG) · 
Landbouw, Visserij, Voedselzekerheid en Natuur (LVVN) ·
Onderwijs, Cultuur en Wetenschap (OCW) · 
Sociale Zaken en Werkgelegenheid (SZW) · 
Volksgezondheid, Welzijn en Sport (VWS) · 
Volkshuisvesting en Ruimtelijke Ordening (VRO)

Voormalige ministeries:
Algemene Oorlogvoering van het Koninkrijk (AOK) ·
Arbeid, Handel en Nijverheid ·
 Binnenlandse Zaken en Landbouw ·
Cultuur, Recreatie en Maatschappelijk Werk (CRM) ·
Economische Zaken en Arbeid ·
Economische Zaken, Landbouw en Innovatie (EL&I) · 
Eredienst ·
Handel en Nijverheid ·
Handel, Nijverheid en Landbouw ·
Handel, Nijverheid en Scheepvaart ·
Infrastructuur en Milieu ·
Justitie (Just) ·
Koloniën, later Overzeese Gebiedsdelen ·
Landbouw, Natuurbeheer en Visserij ·
Landbouw, Nijverheid en Handel ·
Landbouw en Visserij ·
Landbouw, Visserij en Voedselvoorziening ·
Maatschappelijk Werk ·
Marine ·
Oorlog ·
Onderwijs en Wetenschappen ·
 Onderwijs, Kunsten en Wetenschappen ·
Openbare Werken ·
Openbare Werken en Wederopbouw ·
Sociale Zaken en Volksgezondheid ·
Verkeer ·
Verkeer en Energie ·
Verkeer en Waterstaat (V&W) · 
Volksgezondheid en Milieuhygiëne ·
Volkshuisvesting en Bouwnijverheid ·
Volkshuisvesting, Ruimtelijke Ordening en Milieubeheer (VROM) ·
Waterstaat ·
Waterstaat, Handel en Nijverheid ·
Wederopbouw en Volkshuisvesting ·
Welzijn, Volksgezondheid en Cultuur (WVC)